# Падра Дмитро Семенович
Падра Дмитро Семенович (4 вересня 1939, с. Дібрівка (Подільський район), Одеська область — 10 вересня 2017) — радянський та український журналіст.

## Біографія
Падра Дмитро Семенович народився 4 вересня 1939 року у с. Дібрівка (Подільський район), Одеська область.

## Освіта
Після завершення середньої школи навчався у Ізмаїльському педагогічному інституті.

## Професійна діяльність
З 1961 по 1968 роки викладав українську мову та літературу в школі-інтернаті у Торецьку.
З 1968 року — завуч, а згодом — директор школи №10 у Торецьку.
З лютого 1973 року по 10 вересня 2017 року — заступник редактора міської газети «Дзержинський шахтар».
З 1989 по 10 вересня 2017 очолював міську організацію  Національної спілки журналістів України у Торецьку.
Помер 10 вересня 2017 року.

## Автор книг
- Науково-популярний історико-краєзнавчий очерку «Дзержинець»;
- Збірник «Історія міст та сіл України — Донецька область».